# A magyar labdarúgó-válogatott mérkőzései 1914-ben
A magyar labdarúgó-válogatottnak 1914-ben hat mérkőzése volt, ebből három Ausztria ellen.
Szövetségi kapitány: 
- Herczog Ede 48–52.
- Minder Frigyes 53.

## Eredmények
| 48. mérkőzés 1914. május 3. Wagner-serleg | Ausztria         | 2 – 0             | Magyarország | WAC-Platz, Bécs Nézőszám: 22 000 Játékvezető: Albert Meerum Terwogt (NED) |
| 48. mérkőzés 1914. május 3. Wagner-serleg | Fischera 19' 34' | (2 – 0) Részletek |              | WAC-Platz, Bécs Nézőszám: 22 000 Játékvezető: Albert Meerum Terwogt (NED) |

| 49. mérkőzés 1914. május 31. | Magyarország                            | 5 – 1             | Franciaország | FTC-pálya, Budapest Nézőszám: 14 000 Játékvezető: Heinrich Retschury (AUT) |
| 49. mérkőzés 1914. május 31. | Bodnár 20' 78' 87' Payer 76' Pataki 76' | (1 – 1) Részletek | Brouzes 1'    | FTC-pálya, Budapest Nézőszám: 14 000 Játékvezető: Heinrich Retschury (AUT) |

| 50. mérkőzés 1914. június 19. | Svédország | 1 – 5             | Magyarország                                               | Råsunda Idrottplats, Stockholm Nézőszám: 6 000 Játékvezető: Albert Meerum Terwogt (NED) |
| 50. mérkőzés 1914. június 19. | Ansén 71'  | (0 – 3) Részletek | Payer 21' Tóth-Potya 33' Borisz 44' Rácz 60' Schlosser 87' | Råsunda Idrottplats, Stockholm Nézőszám: 6 000 Játékvezető: Albert Meerum Terwogt (NED) |

| 51. mérkőzés 1914. június 21. | Svédország       | 1 – 1             | Magyarország  | Råsunda Idrottplats, Stockholm Nézőszám: 5 000 Játékvezető: Albert Meerum Terwogt (NED) |
| 51. mérkőzés 1914. június 21. | E. Börjesson 50' | (0 – 1) Részletek | Schlosser 30' | Råsunda Idrottplats, Stockholm Nézőszám: 5 000 Játékvezető: Albert Meerum Terwogt (NED) |

| 52. mérkőzés 1914. október 4. | Magyarország                | 2 – 2             | Ausztria                   | FTC-pálya, Budapest Nézőszám: 12 000 Játékvezető: Fehéry Ákos (HUN) |
| 52. mérkőzés 1914. október 4. | Pótz-Nagy 54' Schlosser 72' | (0 – 2) Részletek | Studnicka 36' Swatosch 45' | FTC-pálya, Budapest Nézőszám: 12 000 Játékvezető: Fehéry Ákos (HUN) |

| 53. mérkőzés 1914. november 8. | Ausztria   | 1 – 2             | Magyarország             | WAC-Platz, Bécs Nézőszám: 5 000 Játékvezető: Wilhelm Schmieger (AUT) |
| 53. mérkőzés 1914. november 8. | Kuthan 68' | (0 – 0) Részletek | Konrád II 59' Bodnár 87' | WAC-Platz, Bécs Nézőszám: 5 000 Játékvezető: Wilhelm Schmieger (AUT) |

## Nem hivatalos mérkőzés
| 1914. október 26. | Budapest válogatott                  | 3 – 1   | Berlin     | FTC-pálya, Budapest Nézőszám: 18 000 Játékvezető: Wilhelm Schmieger (AUT) |
| 1914. október 26. | Bodnár 20' (11-es) 87' Schlosser 60' | (1 – 1) | Kugler 44' | FTC-pálya, Budapest Nézőszám: 18 000 Játékvezető: Wilhelm Schmieger (AUT) |

## Lásd még
- A magyar labdarúgó-válogatott mérkőzései (1902–1929)
- A magyar labdarúgó-válogatott mérkőzései országonként